# LG Mobile Communications
LG Mobile Communications (мобильные коммуникации) — подразделение LG Electronics, занимающееся разработкой телефонов, смартфонов и коммуникаторов стандарта GSM и CDMA.
По итогам 2011 года LG Mobile Communications занимала 4-е место в  мире среди производителей мобильных телефонов и смартфонов. 
В 2010 году суммарный объём продаж продукции LG Mobile Communications составил 12,2 млрд долл., что составляет 25 % от общего объёма продаж LG Electronics за год.

За всю историю производства смартфонов LG, самым успешным был I квартал 2015 года, рыночная доля компании в тот момент составляла  4 %. 
Компания LG в апреле 2021 г. объявила о своём уходе из мобильного бизнеса,  31 мая 2021 года стал последним днем производства смартфонов LG.  Соответствующее подразделение компании было ликвидировано 31 июля 2021 года. 
Завод LG Electronics в Хайфоне (Вьетнам), основанный в 2015 году, где производилось большинство телефонов LG, теперь будет заниматься выпуском телевизоров и бытовой техники.

## История
1996 г. — основано мобильное направление
1997 г. — первые мобильные телефоны LG стандарта CDMA выпущены на рынок США
2001 г. — мобильные телефоны LG стандарта GSM выпущены на рынки России, Италии и Индонезии.
2002 г. — экспорт мобильных телефонов на европейский рынок. В Китае запущена собственная линия по производству телефонов CDMA.
2003 г. – выход на рынок мобильных телефонов Северной Европы и Ближнего Востока. Продажи мобильных телефонов достигают 2,3 миллиона в месяц (июль).
2004 г. - разработан первый в мире спутниковый и наземный DMB-телефон (DMB, Digital Multimedia Broadcating – стандарт передачи данных для трансляции цифрового телевидения на мобильные устройства).
2005 г. – LG занимает четвёртое место среди мировых поставщиков мобильных телефонов.
2006 г. – выпущен LG Chocolate, первая модель из знаменитой Black Label серии LG. Мировые продажи - 7,5 миллионов единиц.
2007 г. – LG представляет первый в мире многоканальный терминал с поддержкой 4G
2008 г. – LG представляет первый в мире мобильный телефон с Bluetooth гарнитурой
2009 г. – LG занимает третье место в мире среди поставщиков мобильных телефонов
2010 г. – LG выпускает первый в мире смартфон с двухъядерным процессором (LG Optimus 2X)
2011 г. – LG выпускает первый в мире смартфон с поддержкой 3D (LG Optimus 3D)

## Продукты
Основное направление бизнеса LG Mobile Communication — смартфоны на базе ОС Android и Windows Phone 7 серии Optimus, в которых активно используются разработки LG в области дисплеев (LG Home Entertainment). 
Флагманами среди смартфонов LG  являются:
- LG Optimus 3D P920[4] – смартфон на базе Android. Является первым в мире смартфоном для работы с 3D-контентом[5]. Основан на технологии Tri-Dual Core (специально разработанная архитектура, позволяющая объединить двухъядерный процессор и двухканальную память), что делает LG Optimus 3D одним из самых производительных смартфонов в мире. Позволяет просматривать 3D-контент без помощи дополнительных устройств, а также создавать пользовательский трёхмерный контент с помощью уникальной системы камер: две 5-мегапиксельные камеры на задней панели телефона для получения 3D-фотографий и видео и специального 3D-интерфейса с интегрированным 3D-контентом. Смартфон позволяет загружать 3D-контент напрямую на Youtube 3D. Дополнительная 0.3 мегапиксельная камера для видеозвонков, расположенная на передней панели, позволяет использовать смартфон для видеоконференций.  Последняя модель LG Optimus 3D была представлена в конце февраля на MWC 2012[6].
- LG Optimus Black P970[7] – смартфон на базе Android. Назван смартфоном с самым ярким экраном в мире[8] (IPS LCD[9] дисплей на базе технологии NOVA[10], яркость – 700 нит).
- Prada от LG 3.0[11] – смартфон оснащен ярким 4,3” экраном NOVA High Brightness Display с яркостью 800-нит[12]. В настоящий момент это самый тонкий смартфон на рынке, толщина корпуса 8.5 мм. Рельефная фактура задней поверхности модели выполнена в стиле кожи Prado Saffiano.  С февраля 2012 года телефон доступен на российском рынке[13].
- LG Optimus 2X (P990)[14] – первый в мире смартфон на базе двухъядерного процессора (Nvidia Tegra 2[15]). Мощный процессор расширяет мультимедийные и игровые возможности, позволяет параллельно работать с несколькими приложениями и ускоряет работу веб-браузера и другого ПО. Занесен в книгу рекордов Гиннесса как первый в мире двухъядерный смартфон
- LG Optimus GT540[16] – смартфон на базе Android с большим количеством приложений для развлечений и социальных сетей. Отличительные особенности модели: камера со встроенным распознаванием лица, геотеггинг.
- LG Optimus Link (P690)[17] – продолжение линейки Optimus, “наследник” хита продаж Optimus One. Одна из модификаций – смартфон с двумя SIM-картами (Dual SIM). Особенности: процессор Qualcomm MSM7227T 800 МГц, функция беспроводной передачи по DLNA, предустановленные социальные приложения.
- LG Optimus Me (P350)[18] – компактный смартфон на базе Android, ориентированный на молодёжный сегмент рынка. Интерфейс системы оптимизирован под активную работу с социальными приложениями и мультимедийным контентом. Функция мультитач Pinch-Zoom делает удобной работу с картинками даже на небольшом 2,8” экране[19].

Помимо мобильных телефонов, LG Mobile Communications производят также планшеты:
- LG Optimus Pad V900[21] – планшет под управлением ОС Android 3.0. LG Optimus Pad оснащен 8,9-дюймовым сенсорным экраном с разрешением 1280 x 768 пикселей, двухъядерным процессором NVIDIA Tegra 2 с тактовой частотой 1 ГГц, 5-мегапиксельной камерой с  возможностью записи в 3D формате, 2-х мегапиксельной фронтальной камерой.